# CLDN16
CLDN16 (англ. Claudin 16) – білок, який кодується однойменним геном, розташованим у людей на короткому плечі 3-ї хромосоми.  Довжина поліпептидного ланцюга білка становить 305 амінокислот, а молекулярна маса — 33 836.
| 10         |  | 20         |  | 30         |  | 40         |  | 50         |
| ---------- |  | ---------- |  | ---------- |  | ---------- |  | ---------- |
| MTSRTPLLVT |  | ACLYYSYCNS |  | RHLQQGVRKS |  | KRPVFSHCQV |  | PETQKTDTRH |
| LSGARAGVCP |  | CCHPDGLLAT |  | MRDLLQYIAC |  | FFAFFSAGFL |  | IVATWTDCWM |
| VNADDSLEVS |  | TKCRGLWWEC |  | VTNAFDGIRT |  | CDEYDSILAE |  | HPLKLVVTRA |
| LMITADILAG |  | FGFLTLLLGL |  | DCVKFLPDEP |  | YIKVRICFVA |  | GATLLIAGTP |
| GIIGSVWYAV |  | DVYVERSTLV |  | LHNIFLGIQY |  | KFGWSCWLGM |  | AGSLGCFLAG |
| AVLTCCLYLF |  | KDVGPERNYP |  | YSLRKAYSAA |  | GVSMAKSYSA |  | PRTETAKMYA |
| VDTRV      |  |            |  |            |  |            |  |            |

A: Аланін

C: Цистеїн

D: Аспарагінова кислота

E: Глутамінова кислота

F: Фенілаланін

G: Гліцин

H: Гістидин

I: Ізолейцин

K: Лізин

L: Лейцин

M: Метіонін

N: Аспарагін

P: Пролін

Q: Глутамін

R: Аргінін

S: Серин

T: Треонін

V: Валін

W: Триптофан

Задіяний у таких біологічних процесах як транспорт іонів, транспорт. 
Білок має сайт для зв'язування з іоном магнію. 
Локалізований у клітинній мембрані, мембрані, клітинних контактах, щільних контактах.